# Pretschistoje (Jaroslawl, Perwomaiski)
Pretschistoje (russisch Пречи́стое) ist eine Siedlung städtischen Typs in der Oblast Jaroslawl in Russland mit 4846 Einwohnern (Stand 14. Oktober 2010).

## Geographie
Der Ort liegt etwa 90 km Luftlinie nordnordöstlich des Oblastverwaltungszentrums Jaroslawl gut 10 km von der Grenze zur nördlich benachbarten Oblast Wologda entfernt. Er befindet sich am rechten Ufer der Utscha, eines rechten Zuflusses der Obnora; einige Kilometer südwestlich fließt der Wolga-Nebenfluss Sot.
Pretschistoje ist Verwaltungszentrum des Rajons Perwomaiski sowie Sitz und einzige Ortschaft der Stadtgemeinde (gorodskoje posselenije) Pretschistoje.

## Geschichte
Ein Ort an Stelle der heutigen Siedlung, gelegen am Handelsweg von Jaroslawl nach Wologda, ist seit Mitte des 17. Jahrhunderts bekannt. Er trug verschiedene Bezeichnungen, wie Staro-Uspenski pogost, Stano-Uspenskoje und Uspenskoje. Mitte des 19. Jahrhunderts kam es zu einem wirtschaftlichen Aufschwung; es bürgerte sich der heutige Ortsname ein.
1932 wurde Pretschistoje Verwaltungssitz eines neu geschaffenen, nach ihm benannten Pretschistenski rajon. Dieser wurde 1963 aufgelöst. 1965 kam Pretschistoje zum wiederhergestellten Perwomaiski rajon (benannt nach dem Ersten Mai, russisch Perwoje Maja) mit Sitz im 40 km nordwestlich gelegenen Dorf Kukoboi, der seit 14. Januar 1929 existierte und ebenfalls 1963 zwischenzeitlich aufgelöst worden war. 1971 erhielt Pretschistoje den Status einer Siedlung städtischen Typs, und die Rajonverwaltung wurde in den größeren und verkehrstechnisch günstiger gelegenen Ort verlegt.

### Bevölkerungsentwicklung
| Jahr | Einwohner |
| ---- | --------- |
| 1939 | 1183      |
| 1959 | 1551      |
| 1979 | 3867      |
| 1989 | 5235      |
| 2002 | 5092      |
| 2010 | 4846      |

Anmerkung: Volkszählungsdaten

## Verkehr
Pretschistoje besitzt einen Bahnhof bei Kilometer 387 der auf diesem Abschnitt im Juni 1872 eröffneten und seit 1980 elektrifizierten Eisenbahnstrecke (Moskau –) Danilow – Wologda – Archangelsk.
Durch die Siedlung führt die föderale Fernstraße M8 Cholmogory von Moskau nach Archangelsk. In östlicher Richtung zweigt dort die Regionalstraße 78K-0012 über Ljubim zur Grenze der Oblast Kostroma in Richtung Bui ab, nach Westen führt die 78N-0460, über die Anschluss zum benachbarten Rajonzentrum Poschechonje besteht.

## Söhne und Töchter des Ortes
- Alexander Petrow (* 1957), Animationsfilmregisseur